# Commanderij Beuggen

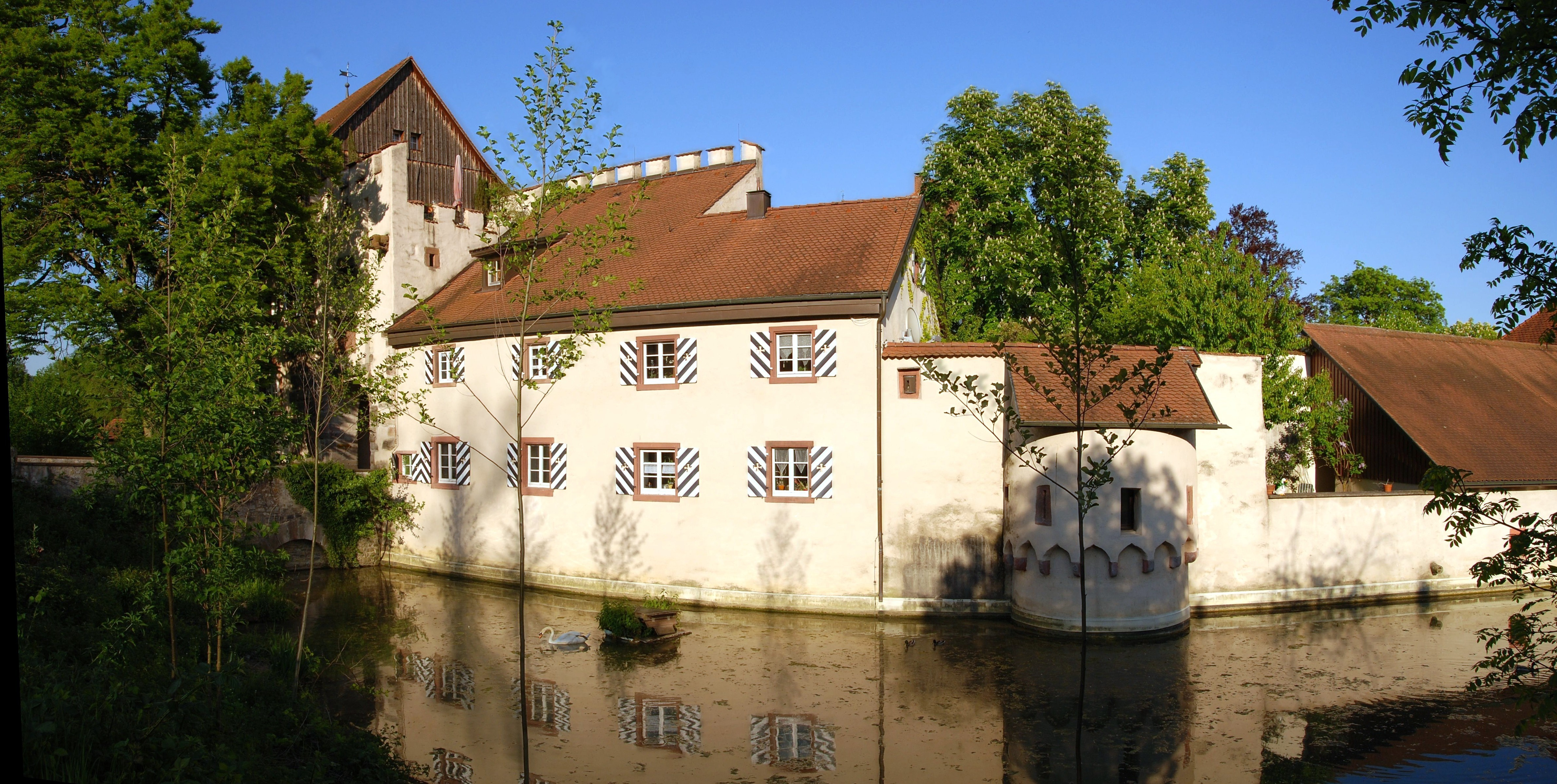
Commanderij Beuggen

Beuggen was een tot de Oostenrijkse Kreits behorende commanderij van de balije Elzas-Bourgondië van de Duitse Orde. De burcht Beuggen ligt op het grondgebied van de gemeente Rheinfelden in Baden-Württemberg.
In het begin van de dertiende eeuw verkocht ridder Mangold van Beuggen zijn burcht aan ridder Ulrich van Lichtenberg. Ulrich was de keizerlijke burchtvoogd van de Stein te Rheinfelden.
In 1246 schonk Ulrich de burcht aan de Duitse Orde om er een commanderij te stichten. In 1268 werd onder langs de Rijn een nieuwe burcht gebouwd, die voortdurend vergroot werd. Het lukte de commanderij een klein territorium met de dorpen Karsau en Riedmatt te vormen.
Van 1245 tot 1444 was Beuggen de zetel van de landcommandeur van de balije. Daarna werd deze zetel verlegd naar Altshausen.
Artikel 19 van de Rijnbondakte van 12 juli 1806 kende de commanderij toe aan het groothertogdom Baden.

Commanderij Beuggen
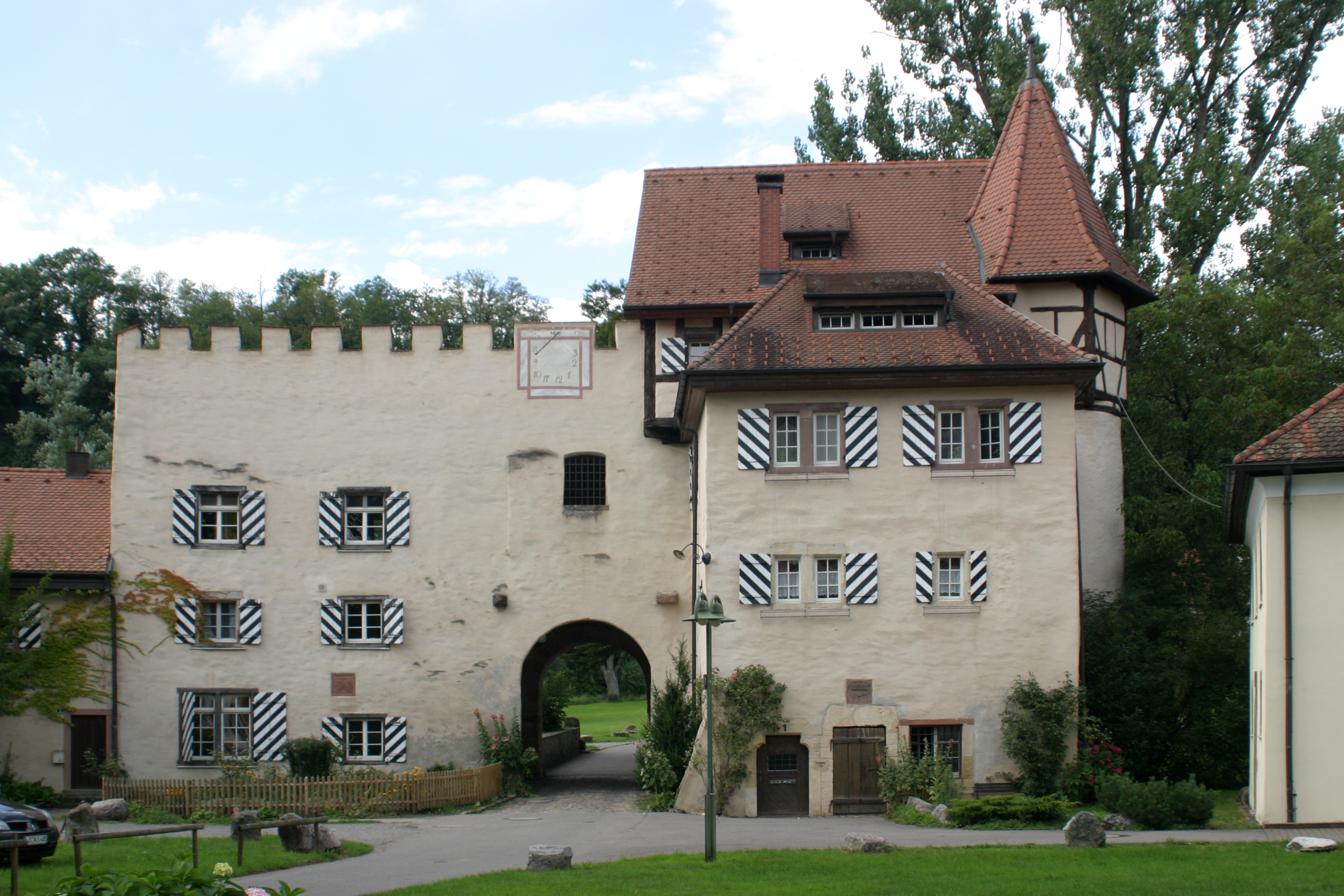
Poortgebouw
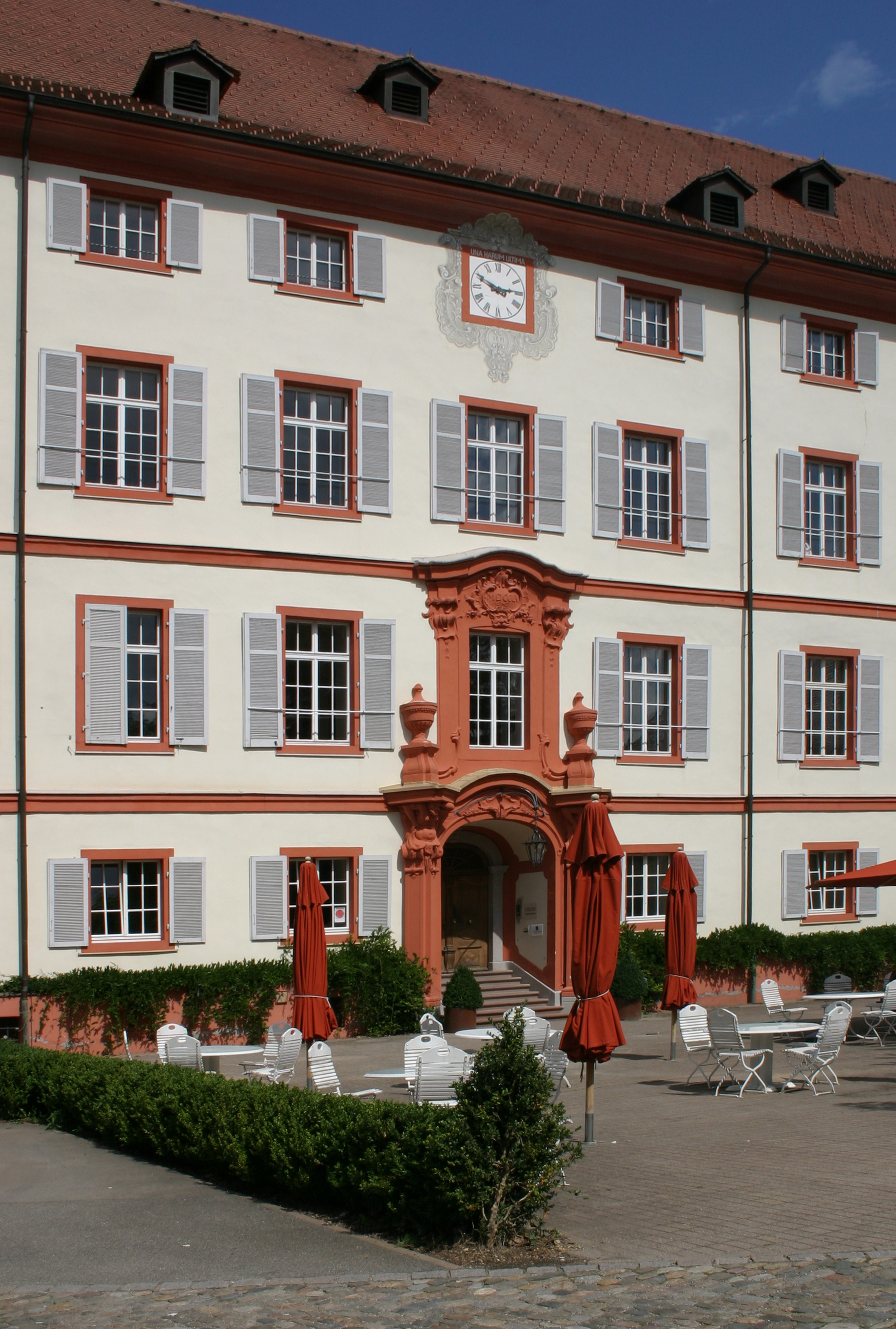
Commanderij
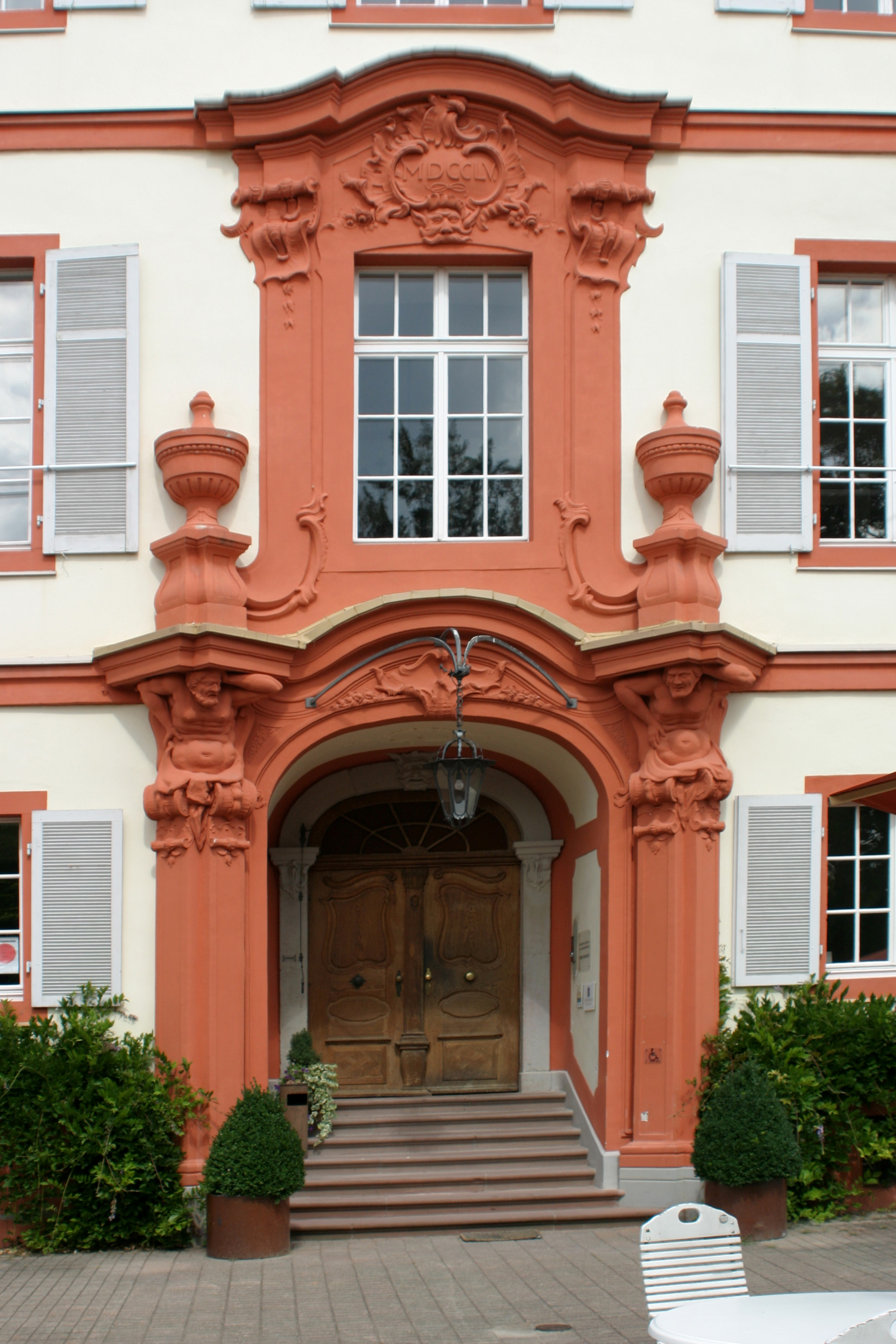
Portaal
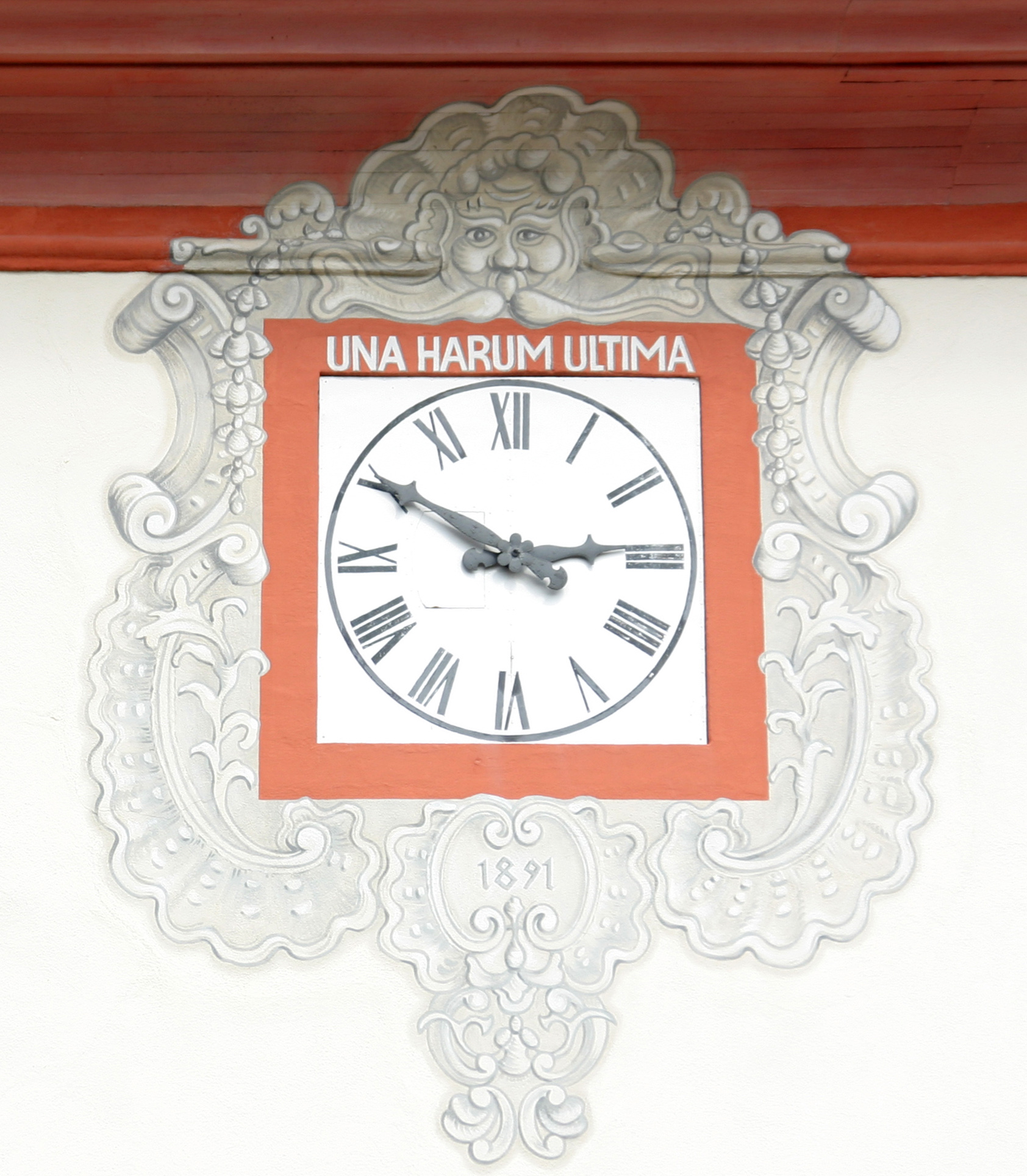
Zonnewijzer
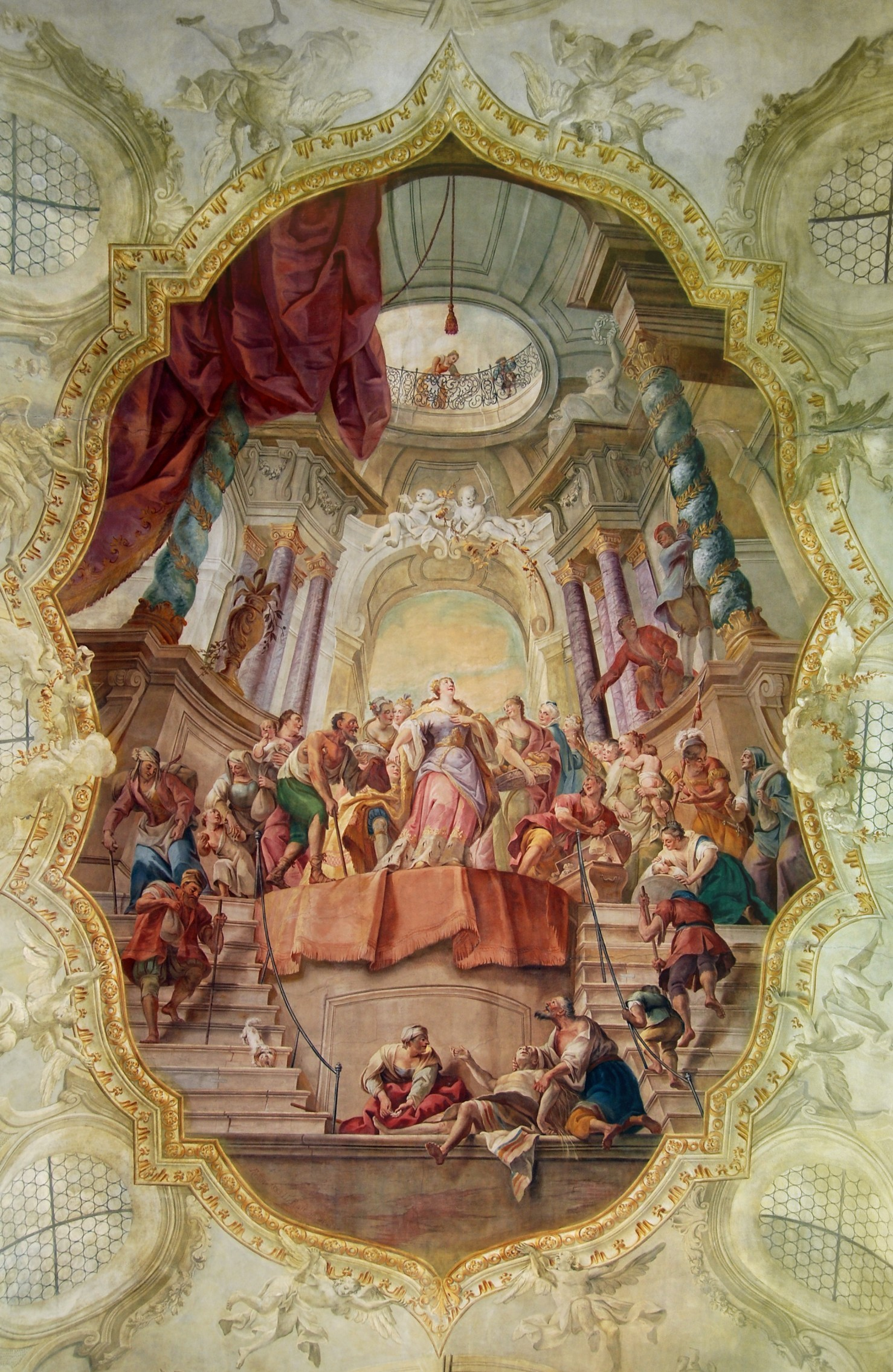
Plafondschildering